# Nyponskinn
Nyponskinn (Aleurodiscus aurantius) är en svampart som först beskrevs av Christiaan Hendrik Persoon, och fick sitt nu gällande namn av Joseph Schröter 1888. Nyponskinn ingår i släktet Aleurodiscus och familjen Stereaceae.  Arten är reproducerande i Sverige. Inga underarter finns listade i Catalogue of Life.

## Bildgalleri

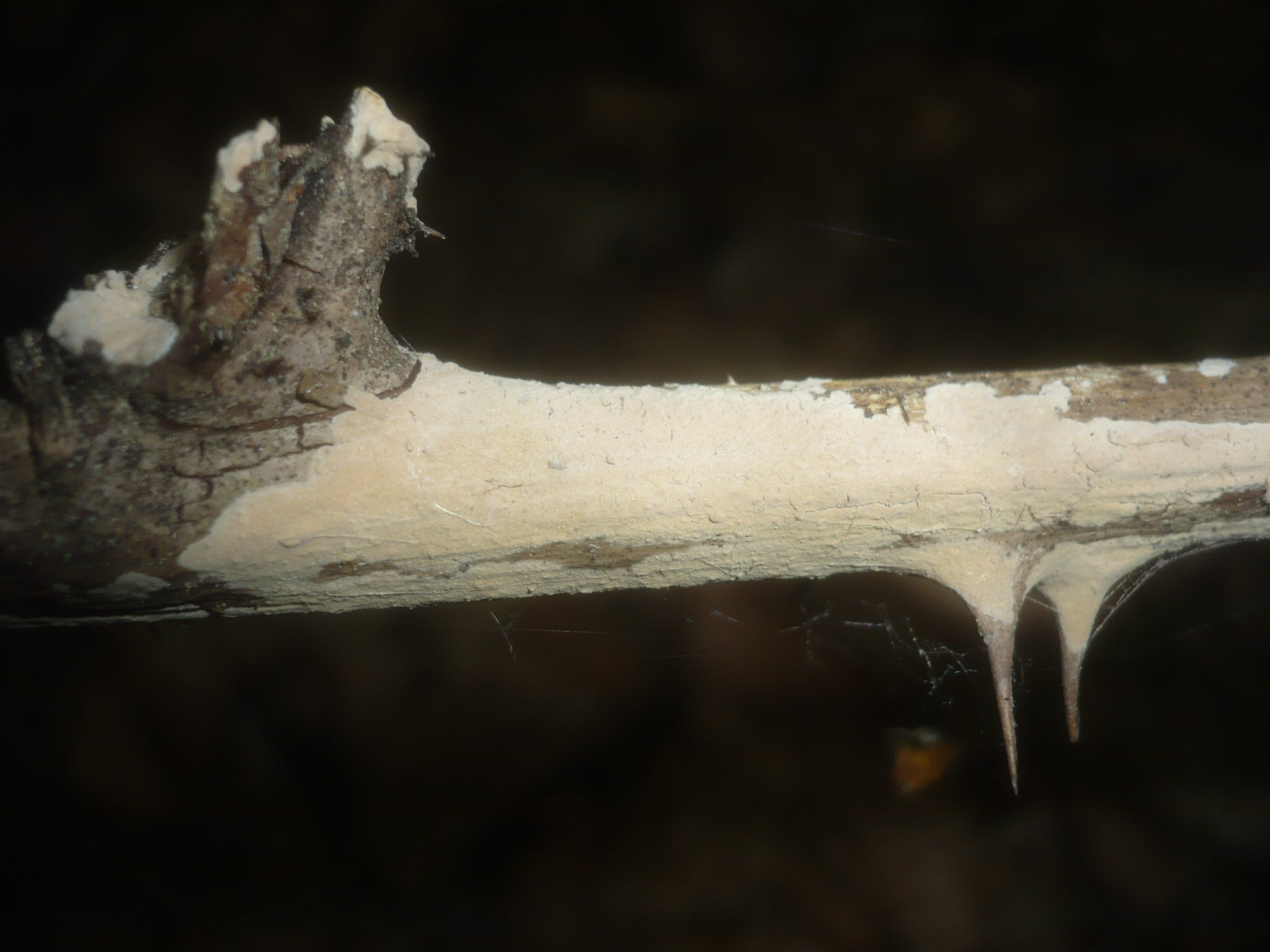